# Санаткаран, Мохаммад Али
Мохаммад Али Санаткаран (перс. محمدعلی صنعت کاران ‎, 18 марта 1937) — иранский борец вольного стиля, чемпион мира, призёр Олимпийских игр.

## Биография
Родился  в Тегеране. В 1961 году выиграл чемпионат мира. На чемпионате мира 1962 года занял 4-е место, а на чемпионате мира 1963 года — 5-е. В 1964 году стал бронзовым призёром Олимпийских игр в Токио. В 1965 году завоевал серебряную медаль чемпионата мира.